# Cosmarium abbreviatum
Cosmarium abbreviatum  là một loài Song tinh tảo trong họ Desmidiaceae, thuộc chi Cosmarium.